# آلیشا نیوتن
آلیشا نیوتن (به انگلیسی: Alisha Newton) (زادهٔ ۲۲ ژوئیه ۲۰۰۱) هنرپیشه اهل کانادا است. نیوتن در ۲۲ ژوئیه ۲۰۰۱ در ونکوور زاده شد. 

## زندگی و حرفه
نیوتن از ۴ سالگی در تبلیغات تجاری زیادی ظاهر شد. وی از سال ۲۰۱۰ و از سن ۹ سالگی بازیگری را با ایفای نقشی کوچک در سریال سوپرنچرال آغاز کرد. او بخاطر ایفای نقش جورجی فلمینگ موریس در مجموعه تلویزیونی درام مزرعه قلب‌ها شهرت یافته است.
با وجود سن کم نیوتن، وی دارای ترکیبی از اعتماد به نفس ، شهود منحصر به فرد و عملکرد عاطفی باورپذیر است.
نیوتن در سال ۲۰۱۳ در فیلم پرسی جکسون و المپ‌نشینان: دریای هیولاها در نقش جوانی آنابیت چیس به ایفای نقش پرداخت.
همچنین وی در سال ۲۰۱۴ در فیلم "درختی که کریسمس را نجات داد"  در نقش صوفیا دانلاپ حضور داشت.

## فیلم‌شناسی
| سال          | عنوان                                  | نقش                          | توضیحات                                        |
| ------------ | -------------------------------------- | ---------------------------- | ---------------------------------------------- |
| ۲۰۱۰         | داستان وایومینگ                        | تورپ پرنده                   | فیلم تلویزیونی                                 |
| ۲۰۱۰         | سوپرنچرال                              | دختر کوچک                    | قسمت: "اگر ایمان دارید دستان خود را بهم بزنید" |
| ۲۰۱۱         | جیک و جاسپر: یک داستان فَرت             | بچه ای در مدرسه              | فیلم کوتاه                                     |
| ۲۰۱۱         | جوونا دوست می سازد                     | سوزی                         | فیلم کوتاه                                     |
| ۲۰۱۲         | هیچ جایی مثل خانه نیست                 | دوروتی                       | فیلم کوتاه                                     |
| ۲۰۱۲ - اکنون | مزرعه قلب‌ها                            | جورجینا "جورجی" فلمینگ موریس | نقش اصلی (فصل 6 - اکنون)                       |
| ۲۰۱۲         | نمایش سایه ها                          | پیپر                         | فیلم کوتاه                                     |
| ۲۰۱۲         | روش خود را در نظر بگیرید               | آلیس                         | فیلم کوتاه                                     |
| ۲۰۱۳         | پرسی جکسون و المپ‌نشینان: دریای هیولاها | آنابیت جوان                  | فیلم                                           |
| ۲۰۱۳         | قلب رقص                                | "جنا"                        | فیلم                                           |
| ۲۰۱۴         | درختی که کریسمس را نجات داد            | صوفیا دانلاپ                 | فیلم تلویزیونی                                 |
| ۲۰۱۴         | مجله دوستیابی                          | کلر                          | فیلم کوتاه                                     |
| ۲۰۱۵         | هالو                                   | اَما                          | فیلم تلویزیونی                                 |
| ۲۰۱۵         | وقتی قلب را صدا می کند                 | نلی                          | قسمت: "قلب خانواده"                            |
| ۲۰۱۶         | خوش شانس                               | کیلی                         | فیلم کوتاه                                     |
| ۲۰۱۷         | پرسه زدن                               | لیلی (همچنین تهیه کننده)     | فیلم کوتاه                                     |
| ۲۰۱۸         | زمین سوخته                             | بیتریس                       | فیلم                                           |
| ۲۰۱۸         | Til Ex Do Us Part                      | اَما                          | فیلم تلویزیونی                                 |

## جوایز و نامزدها
| سال  | جوایز             | دسته بندی                                                                 | عملیات                 | نتیجه |       |
| ---- | ----------------- | ------------------------------------------------------------------------- | ---------------------- | ----- | ----- |
| ۲۰۱۳ | جایزه هنرمند جوان | بهترین عملکرد در یک فیلم کوتاه - بازیگر جوان ده و زیر ده سال              | هیچ جایی مثل خانه نیست | نامزد | [ ۵ ] |
| ۲۰۱۳ | جایزه هنرمند جوان | بهترین عملکرد در یک سریال تلویزیونی (کمدی یا درام) - حمایت از بازیگر جوان | مزرعه قلب‌ها            | برنده | [ ۵ ] |
| ۲۰۱۴ | جایزه هنرمند جوان | بهترین عملکرد در یک سریال تلویزیونی (کمدی یا درام) - حمایت از بازیگر جوان | مزرعه قلب‌ها            | نامزد | [ ۶ ] |
| ۲۰۱۴ | جایزه جوئی        | بهترین بازیگر جوان ۱۴ سال یا جوانتر درام در سریال تلویزیونی               | مزرعه قلب‌ها            | برنده | [ ۷ ] |
| ۲۰۱۵ | جایزه جوئی        | بهترین بازیگر نقش مقابل درام در تلویزیون                                  | مزرعه قلب‌ها            | برنده | [ ۷ ] |
| ۲۰۱۶ | جایزه جوئی        | بازیگر جوان در یک سریال تلویزیونی درام که نقش اصلی آن ۱۴ تا ۱۸ سال است    | مزرعه قلب‌ها            | نامزد | [ ۸ ] |